# Nerkin Horatagh
Aşağı Oratağ
Nerkin Horatagh (en arménien Ներքին Հոռաթադ, en azéri Aşağı Oratağ) est une communauté rurale de la région de Martakert, au Haut-Karabagh. Elle compte 776 habitants en 2005.

## Population
Elle compte 776 habitants en 2005.